# 514 a. C.
El año 514 a. C. fue un año del calendario romano prejuliano. En el Imperio Romano, fue conocido como el año 240 Ab Urbe condita.

## Acontecimientos
- Milcíades el Joven acompaña a Darío I en su expedición contra los Escitas.
- Tracia es sometida por Darío I.
- Segunda revuelta de Babilonia contra Darío I.

## Nacimientos
- Lucio Sicio Dentato: militar y político romano; tribuno (cargo, el año: 454). "El Aquiles romano" (el soldado r. más valiente)

## Fallecimientos
- Harmodio y Aristogitón

- Datos: Q242054